# 蒙特塞拉特旗幟
蒙特塞拉特旗帜是英國海外領土蒙特塞拉特的旗幟。此旗是印有蒙特塞拉特徽章的蓝船旗，在1960 年英屬背风群岛解体后採用，此後一直是蒙特塞拉特的旗帜。 蒙特塞拉特的旗帜与其他八个英国海外领土的旗帜相似，均是带有各自徽章的蓝船旗。

## 历史
1493 年 11 月，哥伦布在第二次前往西印度群岛的航行中首次发现了蒙特塞拉特，并以西班牙的蒙特塞拉特修道院命名。它后来在 1632 年被英格兰王国殖民，当时圣克里斯托弗的第一任总督托马斯·华纳（Thomas Warner）将爱尔兰天主教徒从他的岛屿送到蒙特塞拉特。 来自弗吉尼亚殖民地的其他爱尔兰定居者因此搬迁到该地区。 在 17 世纪和 18 世纪期间，该岛的主权在英国和法国之间易手。 这种情况一直持续到 1783 年，当时《巴黎和约》见证了法国将蒙特塞拉特永久放弃给英国。
1871 年，蒙特塞拉特成为英屬背风群岛联邦的一部分。1909 年 4 月 10 日，该岛获得了自己的徽章。1960 年，在获得海军部授权后，它被用作代理旗幟。同年蒙特塞拉特批准了宪法煎于 1962 年成为一个独立的皇家殖民地。旗帜后来在 1999 年进行了重新设计，增加了徽章的尺寸，并加添了白色轮廓。 为了配合 2012 年伊利沙伯二世登基鑽禧紀念，外交、聯邦及發展事務部开始在其位于白厅的主楼上悬挂海外领土的旗帜，以纪念「各自历史上的重要日子亅。为蒙特塞拉特选择的日期是 3 月 17 日，是为了纪念圣帕特里克节和 1768 在蒙特塞拉特发生的奴隶起义。 2021 年 3 月 17 日，蒙特塞拉特旗帜也在西敏宮升起，作为当时的下议院议长林赛·霍伊尔庆祝海外领土仪式日的一部分。

## 其他旗幟
蒙特塞拉特总督旗的是英国国旗在中央覆蓋领地徽章。
| 變體 | 時間          | 用途                     |
| ---- | ------------- | ------------------------ |
|      | 1909年—1960年 | 蒙特塞拉特旗幟和政府船旗 |
|      | 1960年—1999年 | 蒙特塞拉特旗幟和政府船旗 |
|      | —1999年       | 蒙特塞拉特總督旗         |
|      | 1999年—       | 蒙特塞拉特總督旗         |

## 外部連結
- 世界旗帜网（FOTW）的蒙特塞拉特